# العلاقات السعودية المصرية
العلاقات السعودية المصرية تشير إلى العلاقات الثنائية بين المملكة العربية السعودية و‌جمهورية مصر العربية. وهي علاقات متميزة تتسم بالقوة والاستمرارية نظرًا للمكانة والقدرات الكبيرة التي يتمتع بها البلدان على الأصعدة العربية و‌الإسلامية والدولية، فالبلدان هما قطبا العلاقات والتفاعلات في النظام الإقليمي العربي كما أن التشابه في التوجهات بين السياستين المصرية و‌السعودية يؤدي إلى التقارب إزاء العديد من المشاكل والقضايا الدولية والقضايا العربية والإسلامية.

## العلاقات التاريخية

### الحملة المصرية الأولى ضد الدولة السعودية
ظهر عجز الدولة العثمانية، منذ أوائل القرن التاسع عشر، في إخماد الثورة التي قامت في شبه الجزيرة العربية، فأمرت واليها في مصر محمد علي باشا، الذي أعدّ حملة عسكرية بقيادة ابنه طوسون باشا دخلت ينبع وبدر، إلا أنها انهزمت في معركة وادي الصفراء. فأعاد طوسون باشا تنظيم قواته، كما طلب إمدادات من القاهرة، وأخذ يستميل القبائل بين ينبع والمدينة المنورة، ونجح في سياسته هذه التي مهّدت له السبيل لاستعادة المدينة المنورة ومكة والطائف، لكن الوهابيين عادوا وانتصروا في تَرَبة والحناكية وقطعوا طرق المواصلات بين مكة والمدينة، وانتشرت الأمراض في صفوف الجيش المصري، وأصاب الجنود الإعياء نتيجة شدة الحر وقلة المؤن والماء، ما زاد موقف طوسون باشا حرجًا، فرأى بعد تلك الخسائر، أن يلزم خطة الدفاع، وأرسل إلى والده يطلب المساعدة.

### الحملة المصرية الثانية ضد الدولة السعودية

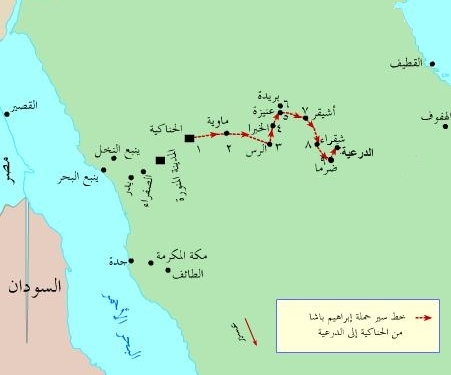
خط سير حملة إبراهيم باشا من الحناكية إلى الدرعية.

قرر محمد علي باشا أن يسير بنفسه إلى الحجاز لمتابعة القتال والقضاء على الوهابيين، وبسط نفوذ الدولة العثمانية في شبه الجزيرة العربية، فغادر مصر في 26 أغسطس 1812، على رأس جيش آخر ونزل في جدة ثم غادرها إلى مكة وهاجم معاقل الوهابيين، إلا أنه فشل في توسيع رقعة انتشاره، فأخلى القنفذة بعد أن كان قد دخلها، وانهزم ابنه طوسون باشا في تَرَبة مرة أخرى. طلب محمد علي باشا المدد من مصر، ولمّا وصلت المساعدات، وفيما كان يتأهب للزحف توفي خصمه سعود في 27 أبريل 1814، وخلفه في الإمارة ابنه عبد الله. وبدا أن الأمير عبد الله لم يملك قدرات عسكرية تُمكنه من درء الخطر العثماني ما أدى إلى تداعي الجبهة الوهّابية، فصبّت هذه الحادثة في مصلحة محمد علي باشا الذي تمكّن من التغلب على جيش وهّابي في بسل، وسيطر على تَرَبة ودخل ميناء القنفذة، في حين سيطر طوسون باشا على القسم الشمالي من نجد.

### الحملة المصرية الثالثة ضد الدولة السعودية
أرسل محمد علي باشا حملة عسكرية أخرى إلى شبه الجزيرة العربية بقيادة ابنه إبراهيم باشا في 5 سبتمبر 1816. والذي تمكّن من الوصول إلى الدرعية وحصارها بعد اصطدامات ضارية مع الوهابيين، فاضطر عبد الله بن سعود إلى فتح باب المفاوضات، واتفق الطرفان على تسليم الدرعية إلى الجيش المصري، شرط عدم التعرض للأهالي، وأن يُسافر عبد الله بن سعود إلى الآستانة لتقديم الولاء للسلطان العثماني. وعمد إبراهيم باشا بعد تسلمه الدرعية إلى هدمها وأسر الأمير عبد الله بن سعود وإرساله إلى محمد علي باشا في القاهرة، والذي أرسله بدوره إلى الآستانة، فطافوا به في أسواقها ثلاثة أيام ثم قتلوه.

## العلاقات السياسية

### اتفاقية الجلاء
في عام 1926 عقدت معاهدة صداقة بين البلدين، ثم وقعت اتفاقية التعمير بالرياض في عام 1939 التي قامت مصر بموجبها بإنجاز بعض المشروعات العمرانية في السعودية، وكان لمصر والسعودية دور كبير في التوقيع على ميثاق جامعة الدول العربية، ثم كانت زيارة الملك عبد العزيز إلى مصر دفعة قوية للعلاقات بين البلدين.
أيدت السعودية مطالب مصر الوطنية في جلاء القوات البريطانية عن الأراضي المصرية ووقفت إلى جانبها في الجامعة العربية والأمم المتحدة وجميع المحافل الدولية، وفي 27 أكتوبر 1955 وقعت اتفاقية دفاع مشترك بين البلدين حيث رأس وفد السعودية في توقيعها بالقاهرة الملك فيصل بن عبد العزيز.

### العدوان الثلاثي

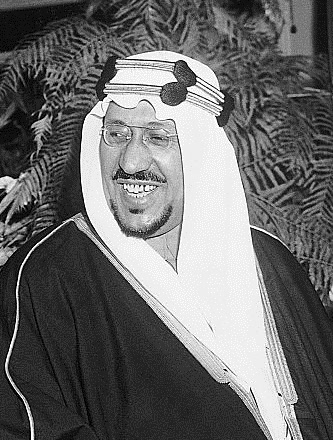
الملك سعود.

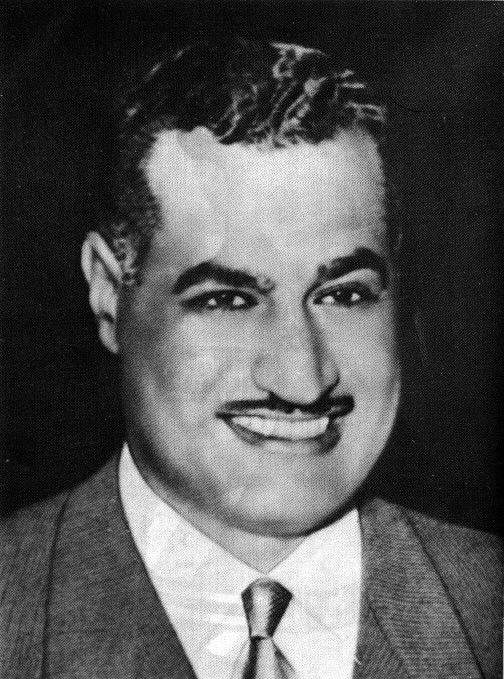
الرئيس جمال عبد الناصر.

أثناء العدوان الثلاثي على مصر عام 1956 وقفت السعودية بكل ثقلها إلى جانب مصر في كل المجالات السياسية والاقتصادية والعسكرية، وقدمت لمصر في 27 أغسطس 1956 (100 مليون دولار) بعد سحب العرض الأمريكي لبناء السد العالي وفي 30 أكتوبر أعلنت التعبئة العامة لجنودها لمواجهة العدوان على مصر. وقامت باستضافة الطائرات المصرية في شمال غرب المملكة وتمكينها من النجاة من الغارات الجوية المكثفة التي تعرضت لها الطائرات المصرية، وقامت المملكة بوضع مقاتلات نفاثة من طراز فامبير تابعة للقوات الجوية الملكية السعودية تحت تصرف القيادة المصرية، وقد شارك هذا السرب في الحرب ونفذ ما طلبته القيادة المصرية، ودمر بالقصف 20 طائرة سعودية من نوع فامبير، واستشهد فني الطائرات السعودي علي الغامدي. وشارك في الحرب الملك سلمان والملك فهد والأمير محمد.

### حرب اليمن
بدأت التوترات السياسية بين البلدين في عهد الرئيس المصري الراحل جمال عبد الناصر، بسبب الخلاف الذي حدث نتيجة حرب اليمن، حين أرسلت مصر في 26 سبتمبر 1962 قواتها المسلحة إلى اليمن لدعم الثورة اليمنية التي قامت على غرار الثورة المصرية، وأيدت السعودية الإمام اليمني محمد البدر حميد الدين، خوفا من امتداد الثورة إليها، وهو ما أدى إلى توتر العلاقات المصرية السعودية، إلى أن انتهت بالصلح بين ناصر والملك فيصل في مؤتمر الخرطوم، بعد نكسة 67 عندما ساهمت السعودية في نقل الجيش المصري من اليمن.

### نكسة 1967

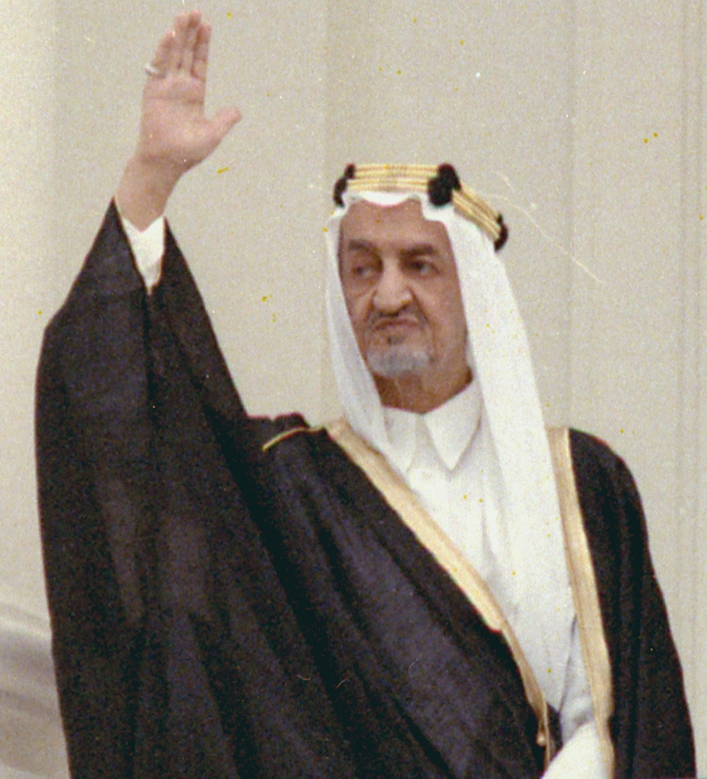
الملك فيصل.

عقب العدوان الإسرائيلي على الدول العربية مصر وسوريا والأردن عام 1967، توجه الملك فيصل بن عبد العزيز بنداء إلى الزعماء العرب بضرورة الوقوف إلى جانب الدول الشقيقة المعتدى عليها وتخصيص مبالغ كبيرة لتمكينها من الصمود.

### حرب أكتوبر
أصدر الملك فيصل بن عبد العزيز قراره التاريخي أثناء حرب أكتوبر بقطع إمدادات البترول عن الولايات المتحدة والدول الداعمة لإسرائيل دعما لمصر في هذه الحرب، كما قام الأمير سلطان بن عبد العزيز بتفقد خط المعركة في أحد الخنادق على الجبهة المصرية. وقام الملك فيصل بن عبد العزيز بالطواف بموكبه في عدد من المدن المصرية في استقبال شعبي بهيج، وقد رفعت رايات ترحيبية كان من ضمنها لافتة تقول (مرحبا ببطل معركة العبور «السادات» وبطل معركة البترول «فيصل»).

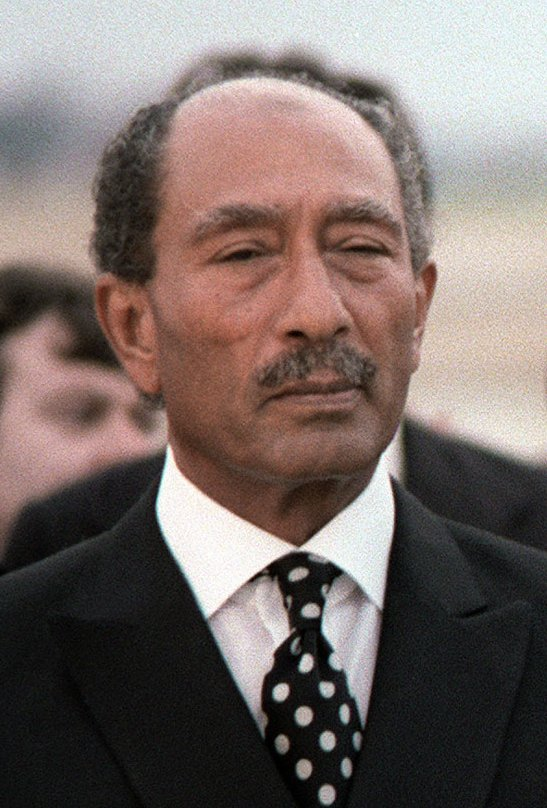
الرئيس السادات.

### اتفاقية كامب ديفيد

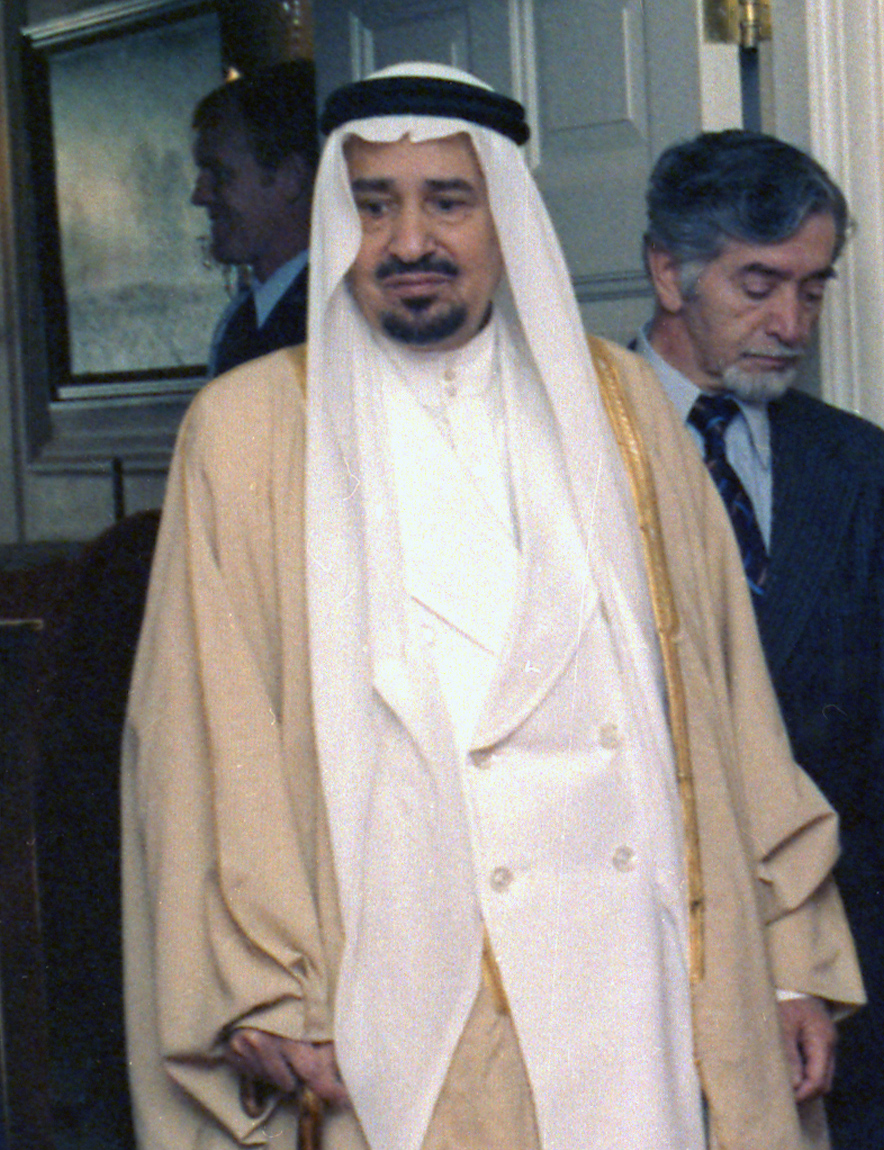
الملك خالد.

في بداية عهد الرئيس أنور السادات، وصلت العلاقات بين البلدين إلى أبهى صورها خاصة بعد الدور الذي قامت به السعودية، خلال حرب أكتوبر، إلا أنه فيما بعد جاءت اتفاقية كامب ديفيد لتعصف بهذا الاستقرار، حيث قررت السعودية في 23 أبريل 1979 في عهد الملك خالد بن عبد العزيز قطع العلاقات الدبلوماسية مع مصر.
وجاء في قرار مجلس الوزراء السعودي، أنه نظراً لأن حكومة مصر العربية، قد قبلت وعزمت على تبادل التمثيل الدبلوماسي مع العدو الصهيوني، وبدأت في إنشاء علاقات طبيعية معه دون مراعاة الحد الأدنى من المطالب التي تتطلع الأمة العربية من خلالها إلى تحقيق السلام العادل والشامل، فإن المملكة السعودية قررت قطع العلاقات الدبلوماسية والسياسية مع جمهورية مصر العربية.
في المقابل شن الرئيس أنور السادات، هجوما على السعودية، مؤكداً أن موقفها من حملة قطع العلاقات يعود إلى الاحتجاج على أمريكا، لأنها تخلت عن شاه إيران ويمكن أن تتخلى عنهم، وإثبات زعامة لا يستطيعون تحمل مسؤولياتها أمام العالم العربي. ثم قررت السعودية عودة العلاقات مع مصر مرة أخرى عام 1987 في عهد الرئيس مبارك والملك فهد بن عبد العزيز.

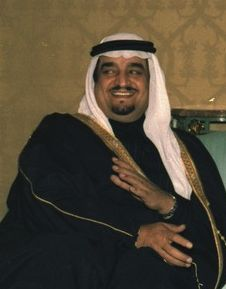
الملك فهد.

### تفجيرات الرياض
في 12 مايو 2003 أعلن تنظيم القاعدة مسؤوليته عن عدة تفجيرات انتحارية وقعت في الرياض واستهدفت عدة مجمعات يسكنها أجانب. من جانبها نددت مصر بالاعتداءات الدامية مؤكدة رفضها لهذه الممارسات التي تسيء إلى أمن الدول العربية وأعلنت عن وقوفها ضد هذه المحاولات الموجهة إلى زعزعة الاستقرار بمنطقة الشرق الأوسط.

### ثورة 25 يناير

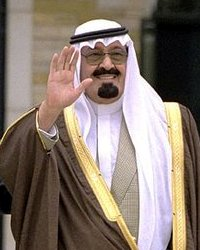
الملك عبد الله.

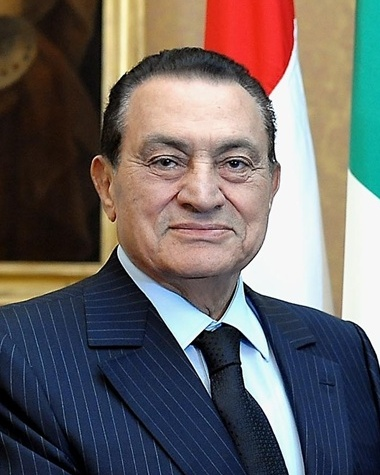
الرئيس مبارك.

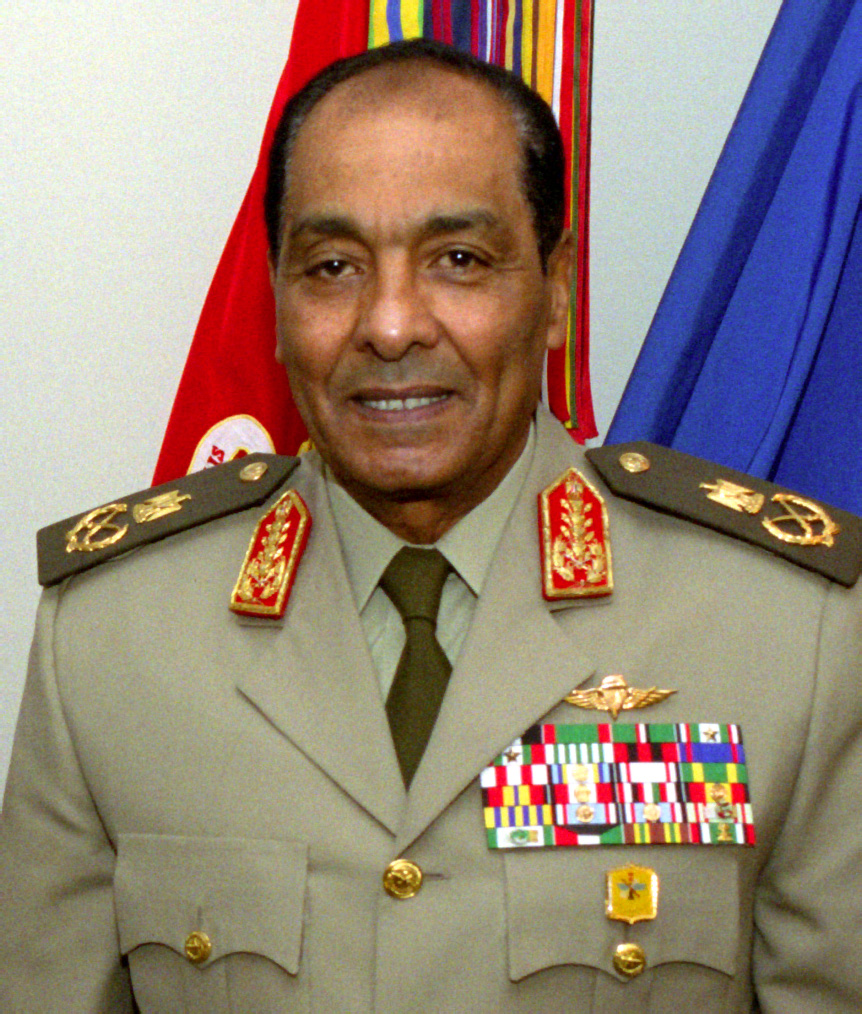
المشير طنطاوي.

شهد موقف السعودية تقلبا غير عادي تجاه ثورة 25 يناير، حيث وجه في اليوم الثاني للثورة مدير الاستخبارات السعودية السابق الأمير تركى الفيصل هجوما على نظام مبارك، حين قال إن مستقبل الرئيس المصري يتوقف على قدرة زعماء مصر على فهم الأسباب وراء الاحتجاجات غير المسبوقة، وأننا «سنرى ما إذا كانوا كقادة سيحققون مطامح الشعب».
ولكن بعد أن برز أن المخاطر على نظام مبارك جدية تدخل الملك عبد الله بن عبد العزيز، معلنا انحيازه لموقف الرئيس مبارك، ومتحدثا عن «بعض المندسين باسم حرية التعبير بين جماهير مصر الشقيقة واستغلالهم لنفث أحقادهم تخريبا وترويعا وحرقا ونهبا ومحاولة إشعال الفتنة الخبيثة».
وكانت أبرز محطات الموقف السعودي ما كشف عنه من أن الملك عبد الله نبه الرئيس الأمريكي إلى أن السعودية على استعداد لتقديم مساعدات مالية للجانب المصري تحل محل المعونة الأمريكية السنوية للقاهرة حالة استمرار الضغوط الأمريكية على الرئيس مبارك للتنحي.
مع ذلك، فقد عالجت السعودية موقفها بسرعة، ورحبت بعد سقوط النظام بالانتقال السلمي للسلطة في مصر، وأبلغت الجانب المصري رغبتها في تقديم دعم مالي لحكومة تسيير الأعمال لمواجهة التداعيات السلبية التي يعانى منها الاقتصاد المصري، وجددت موقفها بتقديم هذه المساعدات دون ارتباط بموقفها من الرئيس مبارك، مشيرة إلى تحول موقف السعودية من نظام الرئيس السابق وتأييدها لثورة 25 يناير.
ويذكر أن المشير محمد حسين طنطاوي رئيس المجلس الأعلى للقوات المسلحة المصرية الذي كان يمثل منصب رئيس الجمهورية في ذلك الوقت سافر إلى السعودية رغم الأوضاع الداخلية المتأزمة لتأدية واجب العزاء في الأمير نايف بن عبد العزيز ولي العهد السعودي، لما تمثله السعودية شعباً وحكاماً من مكانة في قلب الشعب المصري.

### أزمة المعتمرين المصريين
في سبتمبر 2011 تظاهر مئات المصريين أمام سفارة المملكة العربية السعودية، احتجاجاً على الأزمة التي تعرض لها آلاف المعتمرين المصريين القادمين إلى القاهرة من مطار الملك عبد العزيز بجدة من خلال تكدسهم وتخلف حقائبهم وحدوث حالة زحام شديد.
حيث أبدى المتظاهرون احتجاجهم على سوء المعاملة التي تعرض لها المعتمرون المصريون العالقون بمطار جدة من قبل موظفي الخطوط السعودية من خلال إلغاء الشركة السعودية لرحلاتها القادمة إلى القاهرة وتعطيل مسارات الحقائب التي تسببت في تكدس المعتمرين بالمطار لعدة أيام نتيجة الزحام الشديد، فضلا عن تعرضهم لإهانات من قبل الموظفين بالخطوط وتخلف حقائبهم حال وصولهم.
من جانبها أصدرت الهيئة العامة للطيران المدني بالسعودية بيان مشترك مع الخطوط الجوية السعودية، اتهمت فيه المعتمرين المصريين بالتسبب في إرباك الرحلات وتسببهم في فوضى بالمطار من خلال اقتحامهم صالات المغادرة، وعدم التزامهم بمواعيد الرحلات وحملهم لأمتعة تفوق الحد المسموح به. كما اعترف البيان بوجود تأخير في بعض رحلات الخطوط السعودية لأسباب تشغيلية.

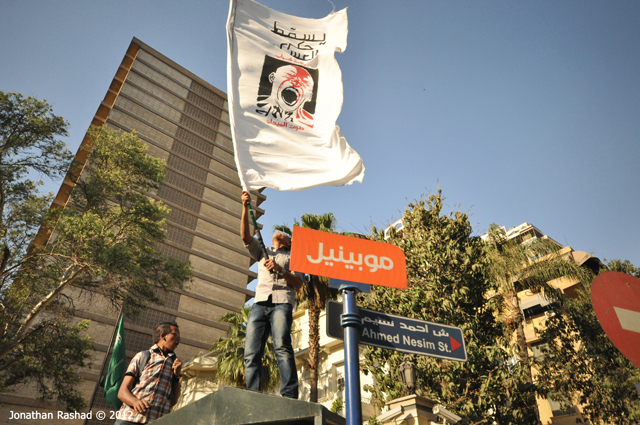
وقفة احتجاجية أمام سفارة المملكة العربية السعودية عام 2012.

### أزمة غلق السفارة السعودية
في أبريل 2012 توترت العلاقات المصرية السعودية بشكل مفاجئ بعد قرار السعودية غلق سفارتها بالقاهرة وقنصلياتها بالإسكندرية والسويس واستدعاء سفيرها أحمد عبد العزيز قطان للتشاور، على خلفية المظاهرات التي قام بها نشطاء أمام السفارة السعودية احتجاجا على إلقاء الأمن السعودي القبض على المحامي أحمد الجيزاوي واتهامه بحيازة عقاقير مخدرة. مما دعا مصر إلى إرسال وفدا برلمانياً كبيراً إلى الرياض سعيا لحل الأزمة. وتعهدت السعودية خلال الزيارة بتقديم 2.7 مليار دولار لدعم الأوضاع المالية المتدهورة في مصر. وأصدرت السفارة السعودية في بيان إن السفير السعودي سيعود إلى مصر في 5 مايو 2012 لممارسة مهامه.

### أحداث 30 يونيو

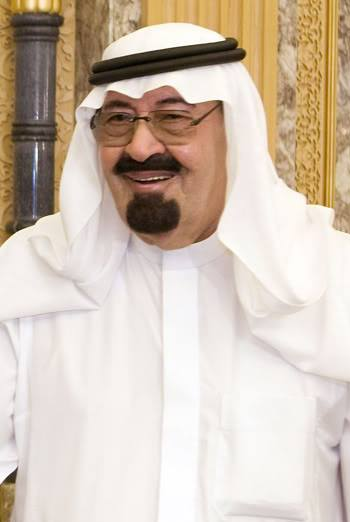
الملك عبد الله.

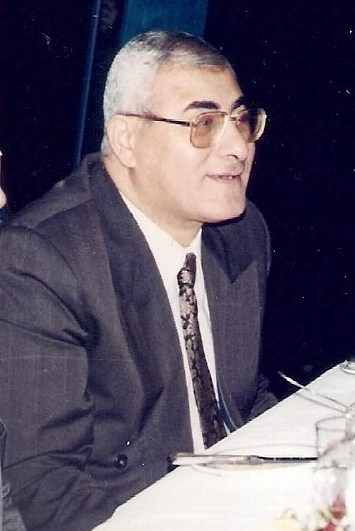
الرئيس المؤقت عدلي منصور.

رفض العاهل السعودي الملك عبد الله بن عبد العزيز بعد أحداث 30 يونيو التدخل الدولي في الشأن الداخلي المصري. كما أعلن وقوف السعودية بجانب شقيقتها مصر ضد الإرهاب. وأعلنت السعودية أنها ستقدم مساعدات لمصر بقيمة أربعة مليارات دولار وهو ما قابله تعهدات مماثلة من الكويت والإمارات. وقام الأمير سعود الفيصل وزير الخارجية السعودي بالقيام بزيارة عاجلة لفرنسا ضمن جولته الأوروبية لدعم مصر.
في يوم الجمعة الموافق 20 يونيو 2014 وصل الملك عبد الله إلى مطار القاهرة الدولي، قادماً من المغرب التي كان يقضي بها أجازته الخاصة، واجتمع مع الرئيس المصري عبد الفتاح السيسي في جلسة مباحثات ثنائية لتعزيز العلاقات بين البلدين بغرفة اجتماعات طائرة العاهل السعودي. وتعد الزيارة هي الأولى من نوعها بعد الانتخابات الرئاسية المصرية 2014. عقب إعلان نتيجة الانتخابات الرئاسية المصرية 2014، كان العاهل السعودي الملك عبد الله أول المهنئين للشعب المصري وللمرشح الناجح عبد الفتاح السيسي، وقام بإرسال رسالة أوضح فيها أن المساس بأمن مصر هو مساس بالسعودية. كما دعا الملك عبد الله إلى عقد مؤتمر لأشقاء وأصدقاء مصر للمانحين لمساعدتها في تجاوز أزمتها الاقتصادية. وشارك ولي العهد السعودي وقتها الأمير سلمان بن عبد العزيز في حفل تنصيب عبد الفتاح السيسي رئيسا لجمهورية مصر العربية.

### الفترة المعاصرة
في زيارة رسمية للعاهل السعودي الملك سلمان إلى مصر في أبريل 2016، وقع الوفد المرافق للملك عدة اتفاقيات تجارية وحدودية هامة مع الحكومة المصرية بهدف الارتقاء بالعلاقات بين البلدين، وألقى الملك سلمان خلال الزيارة كلمة أمام البرلمان المصري، وتسلم الدكتوراه الفخرية من جامعة القاهرة، والتقى كل من شيخ الأزهر، وبابا الإسكندرية. كما وقع الطرفان السعودي والمصري عدة اتفاقيات ومذكرات تفاهم بين البلدين في عدد من المجالات لتنفيذ عدة مشروعات أهمها إنشاء جامعة الملك سلمان بن عبد العزيز في طور سيناء، والتجمعات السكنية ضمن برنامج الملك لتنمية شبه جزيرة سيناء، وإنشاء جسر يربط بين البلدين عبر سيناء.

## العلاقات العسكرية

القوات المسلحة المصرية.

تجري القوات المسلحة للبلدين بفروعها المختلفة عدة مناورات تدريبية مشتركة بينهما بهدف تبادل الخبرات ورفع الكفاءة التدريبية والجاهزية القتالية للقوات المشاركة وتبادل الخبرات واكتساب المهارات القتالية وتتمثل في:
- مناورات فيصل: بين القوات الجوية المصرية والقوات الجوية الملكية السعودية.[36]
- مناورات مرجان: بين القوات البحرية المصرية والقوات البحرية الملكية السعودية.[37]
- مناورات تبوك: بين القوات البرية المصرية والقوات البرية الملكية السعودية.[38]
- مناورات الربط الأساسي: بين القوات الجوية المصرية والقوات الجوية الملكية السعودية بمشاركة القوات الجوية للبحرين والكويت والإمارات.[39]
- مناورات رعد الشمال: بين القوات المسلحة السعودية والقوات المسلحة المصرية بمشاركة القوات المسلحة لعدة دول عربية إسلامية.[40]

## العلاقات الاقتصادية

### الربط الكهربائي

وزارة المياه والكهرباء السعودية.

وزارة الكهرباء والطاقة المصرية.

في 4 أبريل 2011 أعلن وزير الكهرباء والطاقة المصري أنه ستطرح مناقصة في نهاية شهر أبريل 2011 لتنفيذ مشروع الربط الكهربائي المصري السعودي لتبادل الطاقة بين البلدين في إطار منظومة الربط بين شبكات الدول العربية باستثمار يبلغ قيمته 1.5 مليار دولار. ويستهدف المشروع تبادل الطاقة بين البلدين على خط الربط بينهما خلال فترات الذروة بطاقة تقدر بنحو ثلاثة آلاف ميجاوات خلال فصل الصيف. وحسب المخطط فإن بدء تنفيذ المشروع في مطلع عام 2012. ومن المتوقع أن تتم إجراءات اختبارات التشغيل بداية 2015. ويشمل المشروع خطا هوائيا بطول 1300 كم، وكابلا بحريا وثلاث محطات تحويل كهربائي.

### الربط البري
هو مشروع جسر عملاق للمرور والسكك الحديدية تناقلت أنباءه الوسائل الإعلامية دون تأكيدات حكومية من البلدين لربط مصر من منطقة منتجع شرم الشيخ مع رأس حميد في منطقة تبوك شمال السعودية عبر جزيرة تيران، بطول 50 كم، ويعتقد أن الجسر حال إنشاءه سيساهم في تأمين تنقل أفضل للمسافرين بين البلدين من الحجاج والمعتمرين والسياح والعمالة المقيمة ويحدث حركة تجارية يستفيد منها البلدين وسيكون أول جسر يربط قارتي آسيا وإفريقيا. إلا أن المشروع لم يبدأ لأسباب غير معلومة، وذلك حتى أعلن العاهل السعودي الملك سلمان بن عبد العزيز اتفاقه مع الرئيس المصري عبد الفتاح السيسي على بناء الجسر الذي يربط بين البلدين عبر البحر الأحمر، وذلك خلال القمة المصرية السعودية بالقاهرة في أبريل 2016، وأعلن الرئيس المصري أن الجسر سيحمل اسم «جسر الملك سلمان بن عبد العزيز».

### الدعم الاقتصادي السعودي

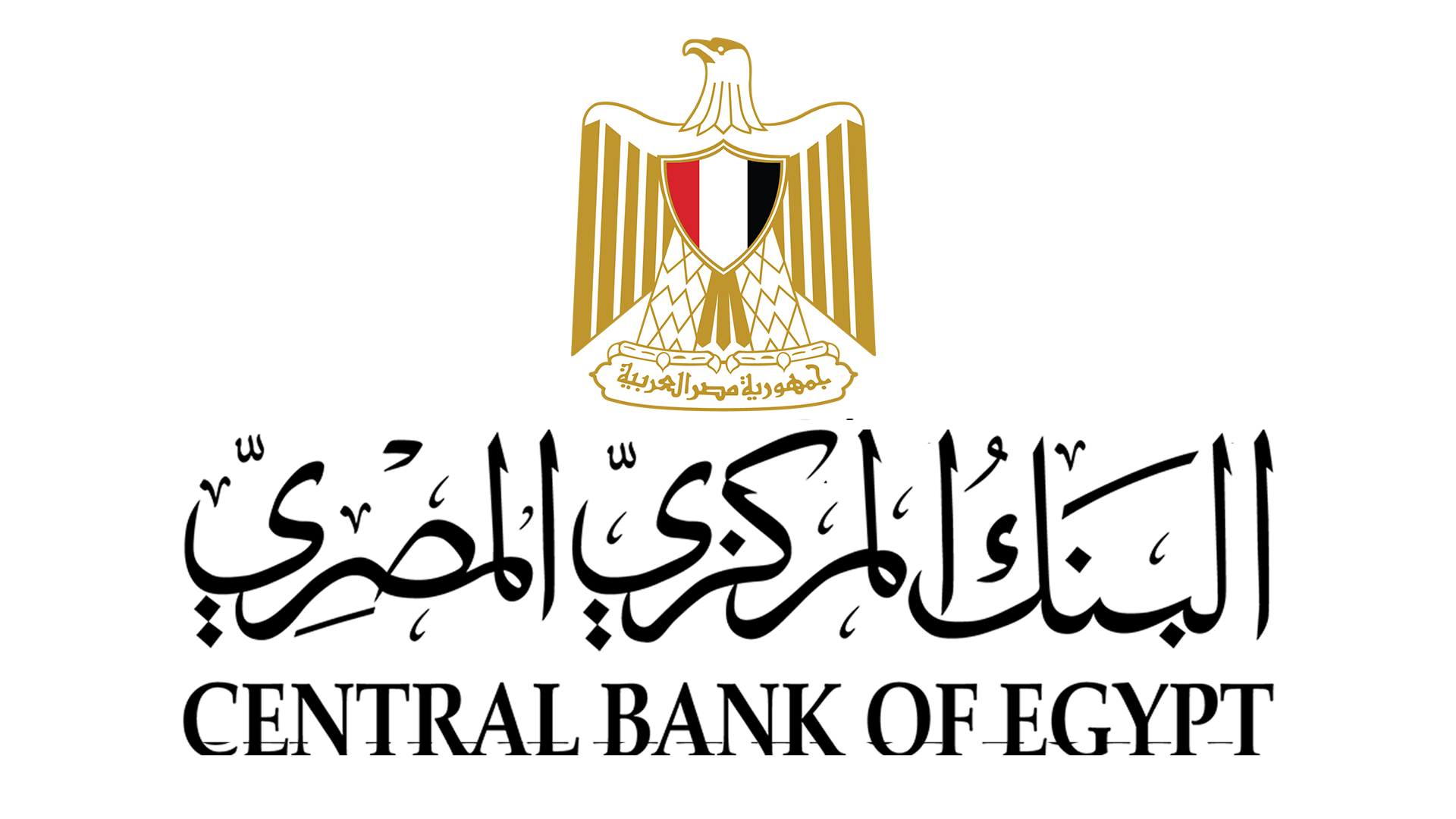
البنك المركزي المصري.

مؤسسة النقد العربي السعودي.

بدأ الدعم السعودي للاقتصاد المصري منذ أن قدمت السعودية لمصر في 27 أغسطس 1956 مبلغ 100 مليون دولار بعد سحب العرض الأمريكي لبناء السد العالي. واستمر حتى الوقت الحاضر حين قدمت السعودية في 22 مايو 2011 حزمة مساعدات تبلغ 4 مليارات دولار تعهدت السعودية بتقديمها إلى مصر تتضمن وديعة في البنك المركزي المصري بمليار دولار وشراء سندات بقيمة 500 مليون دولار. وهذه الحزمة خصصتها الحكومة المصرية لدعم الاقتصاد. وكانت مصر قد طلبت من جهات مانحة وصندوق النقد الدولي مساعدات تقدر بعشرة مليارات إلى 12 مليار دولار لتمويل العجز في السنة المالية التي تبدأ في أول يوليو 2011. وفي مايو 2012 تعهدت السعودية بتقديم 2.7 مليار دولار لدعم الأوضاع المالية المتدهورة في مصر. كما أعلنت السعودية في أغسطس 2013 أنها ستقدم مساعدات لمصر بقيمة أربعة مليارات دولار. وفي ديسمبر 2015 وجه الملك سلمان بدعم احتياجات مصر النفطية مدة 5 سنوات، إلى جانب رفع حجم الاستثمارات السعودية في مصر إلى 30 مليار ريال.

### التبادل التجاري

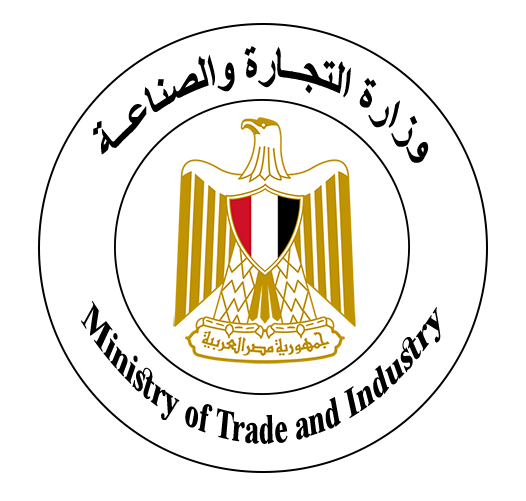
وزارة التجارة والصناعة المصرية.

- تضاعفت العلاقات الاقتصادية والتجارية بين مصر والسعودية عدة مرات خلال فترة الثمانينات والتسعينات والسنوات الأربع الأولى من القرن الحالي، حيث شهدت نموا مطردا خلال الأعوام الماضية، فقد احتلت الاستثمارات السعودية المرتبة الأولى بين الدول العربية المستثمرة في مصر والمرتبة الثانية على مستوى الاستثمارات العالمية، بقيمة تجاوزت أكثر من 71 مليار جنيه.[13]
- قفز حجم التبادل التجاري بين البلدين بنحو كبير خلال الربع الأول من 2012، بنسبة زيادة سجلت 50%، مقارنة بالفترة نفسها من 2011 حيث وصل حجم التبادل التجاري بين البلدين لمستويات قياسية خلال الأشهر الثلاثة الأولى من عام 2012، لتسجل 1.21 مليار دولار في مقابل 800 مليون دولار في الفترة نفسها من عام 2011، وذلك بارتفاع بلغت نسبته 50%.[13]
- بلغت واردات مصر من السعودية خلال الربع الأول من 2012 نحو 682 مليون دولار، بينما بلغ إجمالي صادرات مصر إلى السعودية نحو 528 مليون دولار.
- حقق الميزان التجاري بين البلدين فائضا لصالح السعودية بمقدار 300 مليون دولار خلال الربع الأول من 2012، وبلغ إجمالي عدد المشاريع السعودية المقامة في مصر نحو 2315 مشروعا.[13]
- بلغ حجم التبادل التجاري بين البلدين نحو 4.75 مليار دولار بنهاية 2011، مقابل 4.1 مليار دولار عام 2010 بنسبة زيادة بلغت نحو 16%.[13]
- في إطار تدعيم وتعزيز العلاقات الثنائية بين البلدين في المجالات الاقتصادية، والعلمية والصناعية وقع البلدان في 13 أكتوبر 2009 على 9 مذكرات تفاهم بين البلدين في مختلف المجالات الاقتصادية والعلمية والاستثمارية والصناعية.[13]
- بلغ حجم التجارة البينية بين مصر والسعودية 7.4 مليار دولار في عام 2008 خاصة أن المناخ الاستثماري في مصر مهيأ لإقامة مشروعات سواء بصورة مستقلة أو مشتركة مع رجال أعمال مصريين في مختلف القطاعات.[13]
- بلغ حجم التبادل التجاري بين البلدين خلال عام 2008 نحو 4.4 مليار دولار.[13]
- تقدر الصادرات المصرية خلال عام 2008 بنحو 3.1 مليار دولار تتمثل في الحديد والصلب، الأثاث، المنتجات الغذائية، المواد الخام، الحبوب والخضروات والفاكهة، المنتجات الطبية، الأجهزة الكهربائية.[13]
- تقدر الواردات المصرية خلال عام 2008 بنحو 3.1 مليار دولار وتمثلت في السولار، غاز البوتان «غاز الطبخ»، المنتجات البترولية، الوقود والزيوت المعدنية، البلاستيك والمطاط المواد الكيميائية، الآلات والمعدات.[13]

### الاستثمار المتبادل

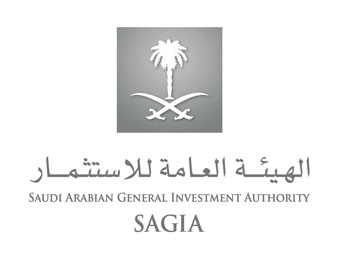
الهيئة السعودية العامة للاستثمار.

الهيئة المصرية العامة للاستثمار.

- كما يساهم رأسمال مصري في 302 شركة بالسعودية بقيمة 221 مليون دولار. وفق إحصائيات وبيانات صادرة عن هيئة الاستثمار السعودية عام 2007 والتي تتحدث عن عدد من المشروعات المصرية التي يقيمها مصريون مقيمون في السعودية يبلغ عددها 1047 شركة أغلب هذه المشروعات هي مشروعات صغيرة ومتوسطة توجد منها ما تعمل في الأنشطة الخدمية 898، وتضاعفت العمالة المصرية في السعودية إلى أكثر من 900 ألف.[13]
- خلال الفترة من 30 مارس إلى 3 أبريل 2005 تم عقد الدورة الحادية عشر للجنة المصرية السعودية المشتركة بالقاهرة برئاسة وزيري خارجية الدولتين بعد توقف دام أكثر من أربع سنوات.[13]
- في مايو 2005 اجتمعت اللجنة الفنية المشتركة برئاسة وزيري التجارة الخارجية والصناعة بالقاهرة وتم الاتفاق على عقدها بصورة دورية كل ستة أشهر بالتبادل بين عاصمتي الدولتين.[13]
- كما زار رئيس الهيئة العامة للاستثمار والمناطق الحرة المصري السعودية ثلاث مرات في شهور يناير ومايو وسبتمبر 2005.[13]
- خلال عام 2005 انعقد مجلس الأعمال المصري السعودي مرتين، الأولى بالقاهرة في شهر مارس والثانية بالرياض في شهر مايو.[13]
- في أغسطس 2005 أقيمت الدورة الخامسة عشر لمعرض المنتجات المصرية في جدة، وهو المعرض الذي يقام سنوياً.[13]
- بلغ إجمالي عدد الشركات الاستثمارية التي تم تأسيسها بمساهمات سعودية في مصر 2355 شركة بإجمالي مساهمات بلغت نحو 1.20 مليار جنيه مصري، وقد تأسس ما يقرب من 50 من تلك الشركات خلال السنوات الخمس الأخيرة وتحديدا منذ عام 2004.[13]

وزارة العمل السعودية.

- تتركز أهم الاستثمارات السعودية في القطاعات الخدمية والتي تضم خدمات النقل واللوجستيات والصحة والتعليم والاستشارات، يليها الاستثمار الصناعي ثم قطاع الإنشاءات، الاستثمار الزراعي والصناعات الغذائية، الاستثمار السياحي حيث تأتي في المرتبة الثانية عربيا من حيث التدفق السياحي العربي، ويبلغ إجمالي الإنفاق السعودي في السياحة المصرية نحو 500 مليون دولار سنوياً. والاستثمار في قطاع الاتصالات ثم الاستثمار في القطاع المالي.[13]

### المتعاقدون المصريون للعمل في السعودية
يقدر عدد المصريين المتعاقدين العاملين بالسعودية وفق إحصائيات رسمية بحوالي 1.8 مليون مصري، ويرتفع العدد إلى ثلاثة ملايين وفق تقديرات غير رسمية. وتنتشر هذه الأعداد في كل مناطق السعودية، وتشغل الأيدي العاملة المِصرِيَّة قطاعات حيوية مثل الصيدلة والطب والمحاسبة والتعليم والإنشاءات والمقاولات.

## العلاقات الثقافية والدينية

دار الإفتاء المصرية.

وزارة الشؤون الإسلامية السعودية.

تجسيداً للعلاقات المتميزة بين مصر والسعودية في مختلف المجالات ومنها المجال الثقافي فقد شهد عام 2005 أنشطة دينية وثقافية مصرية سعودية كان أبرزها ما يلي:
- توقيع وزيري الأوقاف في جمهورية مصر العربية والمملكة العربية السعودية مذكرة تفاهم بشأن التعاون في مجال الأوقاف والشؤون الإسلامية أثناء زيارة وزير الأوقاف لجدة يومي 29 و30 مارس 2005.[13]
- توقيع مفتي الديار المصرية ووزير الشؤون الإسلامية والأوقاف والدعوة والإرشاد بالمملكة العربية السعودية اتفاقاً بين دار الإفتاء المصرية ووزارة الشؤون الإسلامية حول نهج الفتوى واعتبار أن الاختلاف في وجهات النظر يعتبر اختلاف تنوع وليس اختلاف تضاد.[13]
- توقيع وزيري التربية والتعليم في كل من جمهورية مصر العربية والمملكة العربية السعودية البرنامج التنفيذي للتعاون في مجال التربية والتعليم للأعوام من 2005 حتى 2007.[13]
- مشاركة رئيس قطاع الشباب في المؤتمر الأول لوزراء الشباب والرياضة للدول المشاركة في دورة ألعاب التضامن الإسلامي الأولى والذي عقد في جدة يومي 3 و4 أبريل 2005.[13]

## المنظمات الدولية المشتركة
| علم المنظمة | اسم المنظمة                        | تاريخ انضمام مصر | تاريخ انضمام السعودية |
| ----------- | ---------------------------------- | ---------------- | --------------------- |
|             | الأمم المتحدة                      | 1945             | 1945                  |
|             | جامعة الدول العربية                | 1945             | 1945                  |
|             | منظمة المؤتمر الإسلامي             | 1969             | 1969                  |
|             | حركة عدم الانحياز                  | 1961             | 1961                  |
|             | مجموعة السبعة وسبعون               | 1964             | 1964                  |
|             | اللجنة الدولية الأولمبية           | 1910             | 1965                  |
|             | الاتحاد الدولي لكرة القدم (الفيفا) | 1923             | 1956                  |

## مقارنة بين البلدين
| وجه المقارنة           | مصر                                        | السعودية                                          |
| ---------------------- | ------------------------------------------ | ------------------------------------------------- |
| المساحة                | 1,002,450 كم2                              | 2,149,690 كم2                                     |
| السكان                 | 103,380,238                                | 35,013,414                                        |
| الكثافة السكانية       | 84/كم2                                     | 14/كم2                                            |
| العاصمة                | القاهرة                                    | الرياض                                            |
| أكبر المدن             | القاهرة، الإسكندرية، الجيزة، شبرا الخيمة   | الرياض، مكة المكرمة، المدينة المنورة، جدة، الدمام |
| الحكومة                | نظام جمهوري                                | نظام ملكي                                         |
| اللغات الرسمية         | العربية                                    | العربية                                           |
| الديانات الرئيسية      | الإسلام، المسيحية                          | الإسلام (سنة "أغلبية"، شيعة "أقلية")              |
| المجموعات العرقية      | أقباط، عرب، نوبيون، أمازيغ                 | عرب "أغلبية"، البخارية والهوسا "أقليات"           |
| العملة                 | الجنيه المصري                              | الريال السعودي                                    |
| الناتج المحلي الإجمالي | $576.350 مليار الناتج المحلي للفرد: 6,714$ | $1.668 تريليون الناتج المحلي للفرد: $53,640       |
| رمز المكالمات الدولي   | 0020                                       | 00966                                             |
| رمز الإنترنت           | .مصر - .eg                                 | .السعودية - .sa                                   |